# Народы же
Же (уст. жес) — группа индейских народов Южной Америки, говорящих на языках же. Живут преимущественно в Бразилии.
Делятся на северных, центральных и южных же.
Северные же:
- тимбира — на юге шт. Мараньян, севере шт. Токантинс, севере шт. Гояс и на юго-востоке шт. Пара. Включают:
  - канела, или рамкокамекра — 1,9 тыс. чел. в 3 поселениях вместе с близко родственными апариэкра;
  - крао — 2,2 тыс. чел. в 5 поселениях;
  - крикати-тимбира — 0,7 тыс. чел.;
- апинаже (западные тимбира) — 1,5 тыс. чел. в 6 поселениях на севере шт. Токантинс[1];
- каяпо — 5,9 тыс. чел. в ср. течении Шингу между рр. Ирири и Риу-Фреску на юге шт. Пара и севере Мату-Гросу;
- суйя (киседж) — 0,35 тыс. чел. в верховьях р. Шингу и на р. Кулуэни на севере Мату-Гросу. Первый контакт с европейцами в 1957 г.;
- панара (крин-акароре) — 0,37 тыс. чел. на границе штатов Пара и Мату-Гросу. Первый контакт с европейцами в 1973 г.

Центральные же:
- шаванте — 13,3 тыс. чел. в бассейне верховьев Шингу на востоке Мату-Гросу.
- шеренте — 2,6 тыс. чел. в 4 поселениях в междуречье Токантинс и Сону в шт. Токантинс.
- шакриаба — 7,7 тыс. чел. в шт. Минас-Жерайс, язык утрачен.
- акроа (короа) — шт. Баия; язык утрачен.

Южные же:
- кайнганг — 33,1 тыс. чел. в шт. Сан-Паулу, Парана, Санта-Катарина и Риу-Гранди-ду-Сул.[1]
- шокленг — 0,9 тыс. чел. в шт. Санта-Катарина.

По языку и культуре значительно отличаются от остальных же.

Среди предков же (кроме кайнганг) — носители археологической культуры арату (8-9 вв. н. э.) с характерными большими круговыми поселениями и Т-образными каменными топорами. Контакты с европейцами с 18 в., постоянные — с 1920-30-х гг., ряд народов (каяпо) продолжали вооружённые конфликты с бразильцами до 1980-х гг. Большинство сохраняет свои языки, некоторые говорят только по-португальски. Некоторые группы остаются изолированными и не вступают в контакт с европейцами (каяпо реки Либердаде).
Традиционная культура типична для индейцев саванн и тропических лесов Южной Америки. Основные занятия — бродячая охота и собирательство в сухой и подсечно-огневое земледелие — во влажный сезон (горький и сладкий маниок, кукуруза, батат, ямс). Распространяются животноводство, ремёсла, работа по найму.
Традиционное поселение (во влажный сезон) занимала эндогамная община числ. до 3 тыс. чел., делившаяся на экзогамные фратрии (каяпо, шеренте), управлялось вождём с ограниченной властью, имело круглую или подковообразную планировку, часто на центр. площади — 1 или 2 мужских дома. Жилище — с крышей до земли, у шаванте — куполообразное, круглое (для нуклеарной семьи) или длинный дом — для расширенной.
Одежда отсутствовала. Мужчины, прошедшие инициацию, вставляли в губы и мочки ушей ботоки (втулки-лабретки). Во время ритуалов тело раскрашивали, надевали костюмы из луба и плетёных циновок (канела), женщины обклеивались соколиным пухом.
Родственные структуры би-, патри- или матрилинейные. Брачное поселение матрилокальное. Сохраняются возрастные классы, мужские дома, наследственные и ненаследственные религиозные общества.
Распространены танцы (в том числе в масках), игры и состязания (бег с бревном и др.), тотемические культы. В мифологии распространены представления о небесном и подземном мирах, цикл о Солнце и его спутнике-неудачнике Месяце, о разорителе орлиных гнёзд и похищении огня у ягуара, о битве двух братьев с птицей-людоедом, о дереве с кукурузой на ветвях, супруге-звезде, о женщинах, сошедшихся с тапиром и превратившихся в рыб, о появлении новых женщин, об амазонках и др.; заметно отсутствие космогонических мифов.